# Craig Logan
Craig Logan (Kirkcaldy, Fife, Escocia, 22 de abril de 1969) es un músico, compositor y director escocés. Comenzó su carrera como bajista de la banda de pop Bros.

## Carrera
A principios de 1989, Logan dejó Bros para centrarse en escribir canciones y producir. La canción de Kim Appleby "Don't Worry", que coescribió con Appleby (a quien también dirigió) y George Deangelis, fue nominada al Premio Ivor Novello en la categoría "Mejor Canción Contemporánea" en 1991. A la edad de 25 años, Logan se unió a EMI Music como vicepresidente internacional, cargo que dirigió durante tres años. Durante este tiempo, trabajó con una variedad de artistas, incluidos Robbie Williams, Tina Turner, Iron Maiden y Garth Brooks.
En 1999, Logan dejó EMI para trabajar con el manager artístico Roger Davies. Luego supervisó giras y lanzamientos mundiales de artistas como Tina Turner, Sade, Joe Cocker y M People antes de conocer a Pink, con quien firmó y codirigió con Davies durante varios años.
En 2006, Logan se unió a SonyBMG UK (ahora Sony Music) como director general de RCA Label Group. Trabajando con artistas como Beyonce, Justin Timberlake, Pink, Sade, Alicia Keys, The Script, etc., logrando sello del año después de sus primeros 12 meses.
Dejó Sony Music en 2010 para comenzar su nueva empresa, Logan Media Entertainment (LME), que se estableció en 2011. LME ahora tiene oficinas en Londres y Los Ángeles y la compañía actualmente administra a Anastacia, Dido, Alfie Boe, Imelda May, Beverley Knight, Roachford y Lara Fabian. Además de contar con un sello discográfico (HiTea) y un sello editorial.
En 2022, Logan creó Tag8 Music en asociación con BMG Rights Management. Este fue el primer sello discográfico nuevo con sede en el Reino Unido creado dentro del grupo BMG desde 2009, con Tag8 Music con artistas establecidos como Pixie Lott, Roachford y Louise Redknapp en su lista. En el Top 100 de la lista de álbumes oficiales del 4 de noviembre de 2022, el sello registró su primer álbum de éxito en forma de Blue's Heart & Soul, que entró en el puesto 22.